# Vy-lès-Rupt
Vy-lès-Rupt är en kommun i departementet Haute-Saône i regionen Bourgogne-Franche-Comté i östra Frankrike. Kommunen ligger i kantonen Scey-sur-Saône-et-Saint-Albin som tillhör arrondissementet Vesoul. År 2022 hade Vy-lès-Rupt 80 invånare.

## Befolkningsutveckling
Antalet invånare i kommunen Vy-lès-Rupt
| Referens: INSEE |